# 23rd Regiment of Light Dragoons (1795–1819)
Das 23rd Regiment of (Light) Dragoons (Lancers) war ein Kavallerieregiment der britischen Armee, das von 1795 bis 1819 bestand.

## Geschichte
Das Regiment wurde während des Ersten Koalitionskrieges am 25. März 1795 auf den Westindische Inseln von General Russell Manners aufgestellt und hieß zunächst 26th Regiment of (Light) Dragoons. Es wurde auf Grundlage eines Personalstamms von 100 Personen gebildet, die vom 3rd (King’s Own) Regiment of Dragoons versetzt wurden. Das Regiment trug dunkelblaue Uniformen mit violetten, ab 1802 karmesinroten, Aufschlägen.
Das Regiment wurde 1795 bei der britischen Intervention bei der Haitianische Revolution in Saint-Domingue eingesetzt und war 1797 auf Barbados stationiert. 1798 wurde es nach Portugal verlegt und kehrte 1800 nach England zurück. Im Zweiten Koalitionskrieg kämpfte es 1801 in Ägypten. Nachdem das 1794 gegründete 23rd Regiment of (Light) Dragoons 1802 aufgelöst worden war, wurde das Regiment im Januar 1803 zu 23rd Regiment of (Light) Dragoons umnummeriert.
Im Juni 1809 wurde das Regiment erneut nach Portugal verlegt und nahm an Lord Wellingtons Spanienfeldzug teil. In der Schlacht bei Talavera im Juli 1809 zeichnete sich das Regiment besonders aus, es erlitt aber so schwere Verluste, dass es im selben Jahr zur Neuformierung nach England zurückgezogen wurde. Ab April 1815 nahm es am Sommerfeldzug von 1815 und insbesondere der Schlacht bei Waterloo teil und kehrte im Dezember 1815 nach England zurück.
Am 30. September 1816 wurde das Regiment von leichten Dragonern zu Ulanen umgerüstet und zu 23rd Regiment of (Light) Dragoons (Lancers) umbenannt. Das Regiment verblieb in England, bis es 1819 aufgelöst wurde.

## Regimental Colonels
Colonel of the Regiment waren:
- 1795–1800: General Russell Manners (1736–1800)
- 1800–1804: General Sir John Floyd, 1. Baronet (1748–1818)
- 1804–1807: General William Cartwright (um 1754–1827)
- 1807–1814: General Sir William Payne, 1. Baronet (1759–1831)
- 1814–1814: General Sir Henry Fane (1778–1840)
- 1814–1819: General Sir George Anson (1769–1849)

## Battle Honours
Dem Regiment wurden in Anerkennung seiner Verdienste folgende Battle Honours verliehen (englische Originalbezeichnung):
- Talavera
- Peninsula
- Egypt
- Waterloo